# Colpotrochia mesoxantha
Colpotrochia mesoxantha là một loài tò vò trong họ Ichneumonidae.